# Никифорово (Устюженский район)
Никифорово — деревня в Устюженском районе Вологодской области.
Входит в состав Никифоровского сельского поселения, с точки зрения административно-территориального деления — в Никифоровский сельсовет.
Расстояние до районного центра Устюжны по автодороге — 16 км, до центра муниципального образования посёлка Даниловское по прямой — 1,6 км. Ближайшие населённые пункты — Бородино, Волосово, Даниловское, Жихнево, Котово.
Население по данным переписи 2002 года — 33 человека (19 мужчин, 14 женщин). Всё население — русские.
Церковь Параскевы Пятницы в деревне Никифорово — памятник архитектуры.

## История
Царь Михаил Фёдорович в грамоте от 26 августа 1614 г. предоставил село Никифорово с деревнями и пустошами в распоряжение царицы-инокини Дарии. Грамота была подтверждена 28 марта 1616 г. и 4 июля 1621 г. . В 1751 году была построена церковь Параскевы Пятницы. По данным списка населённых мест Новгородской губернии 1907–1913  годов население села Никифорово составляло 359 человек (168 мужчин, 191 женщина). В селе действовала школа и больница. В 1930-х годах церковь была закрыта.

## Церковь Параскевы Пятницы

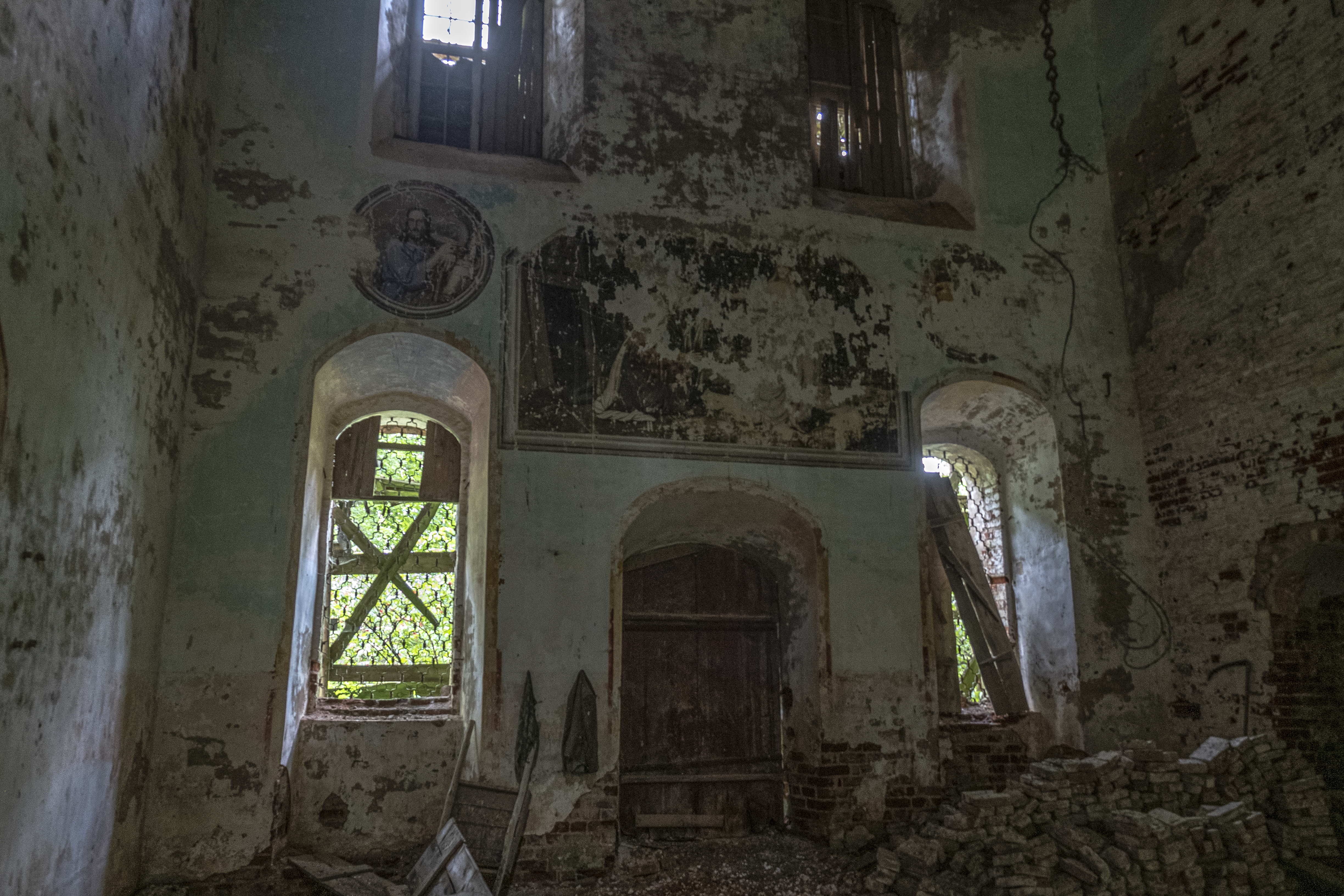
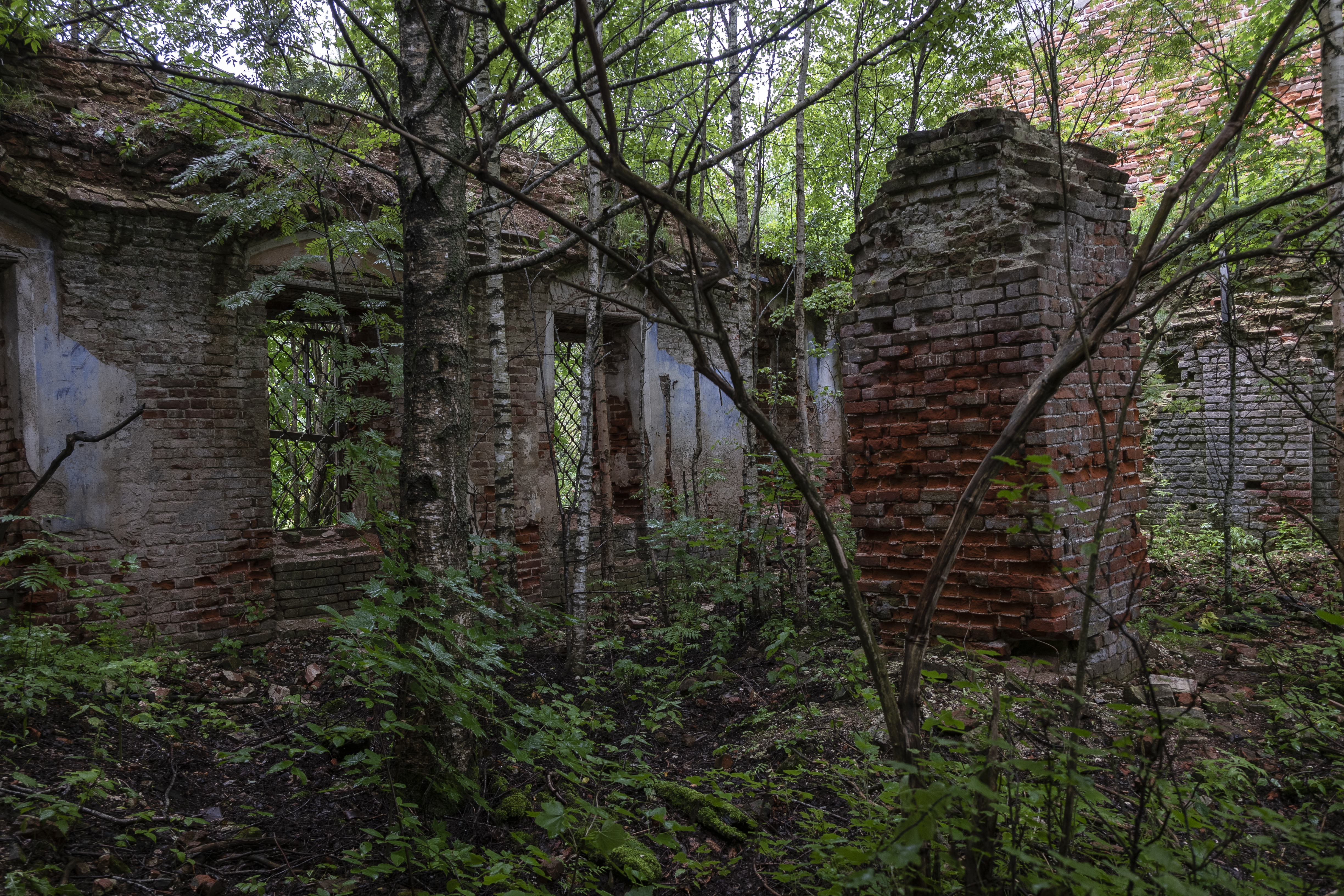
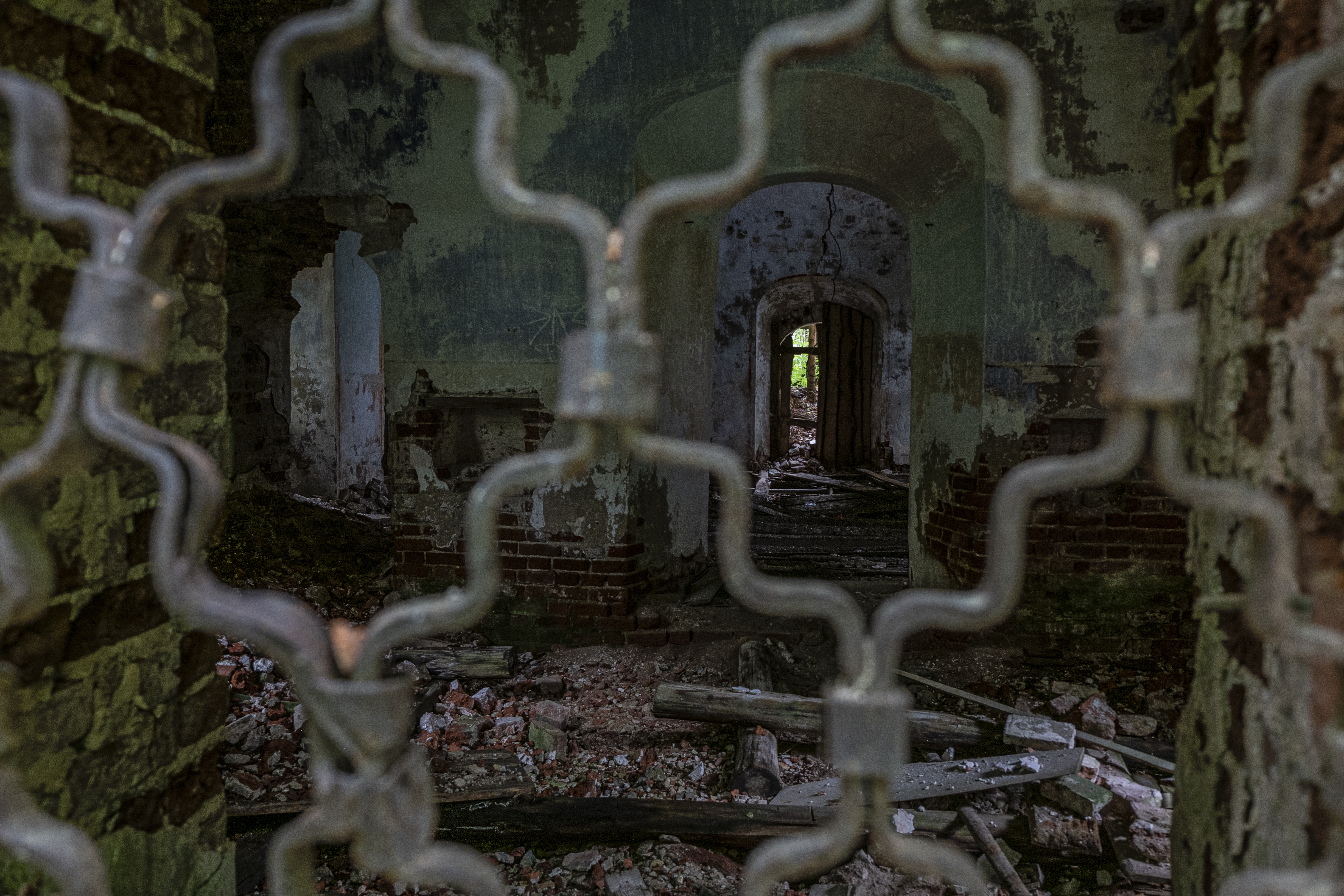
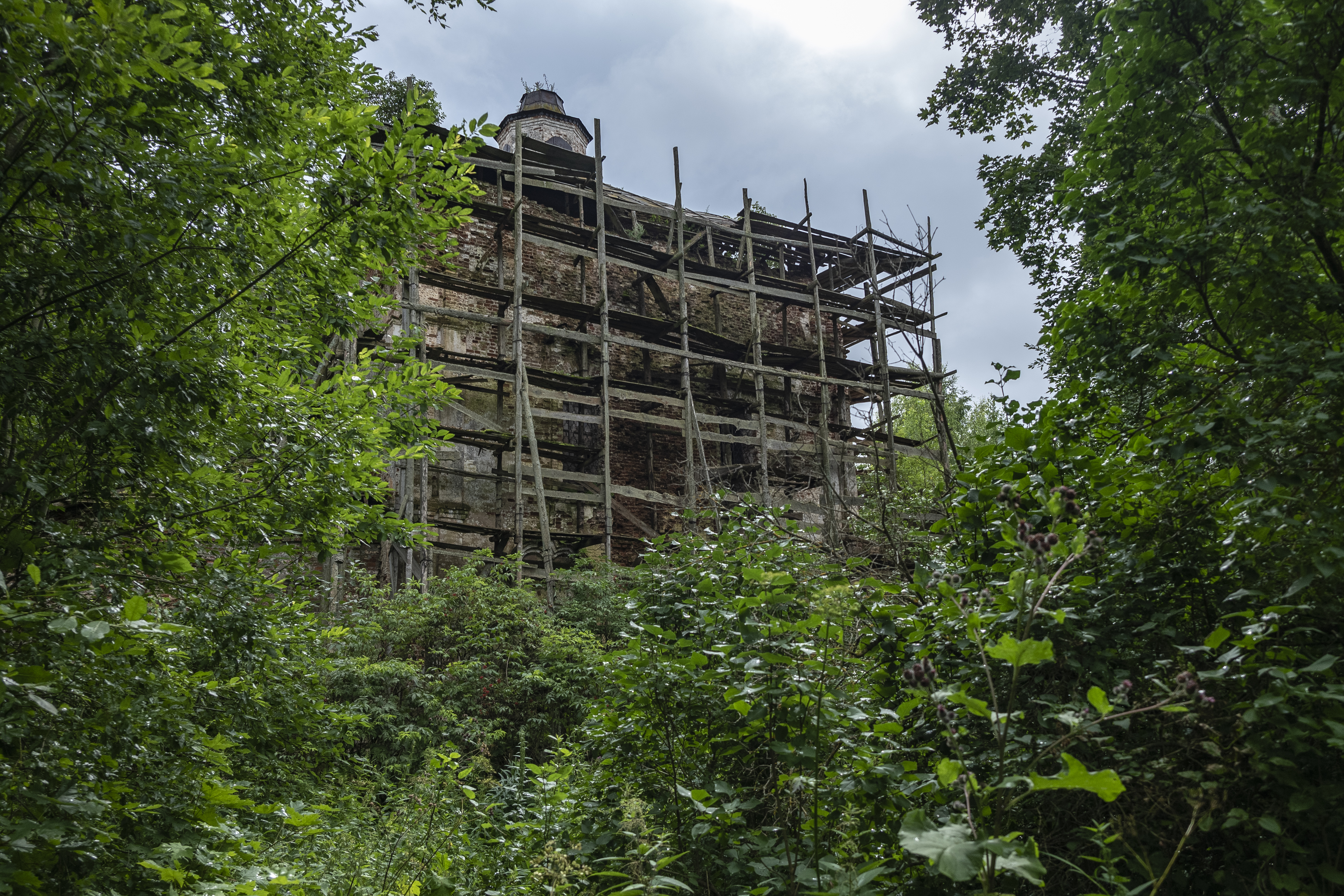